# Landa (Togo)
Pour les articles homonymes, voir Landa.
Landa est une petite ville du Togo.

## Géographie
Landa est situé à environ 15km de la ville de Kara, dans la région de la Kara.

## Vie économique
- Marché traditionnel

## Lieux publics
- École primaire
- Dispensaire